# آرثر ووكر ريتشاردسون
آرثر ووكر ريتشاردسون (4 مارس 1907 في المملكة المتحدة - 29 يوليو 1983 في المملكة المتحدة) (بالإنجليزية: Arthur Walker Richardson)‏ هو لاعب كريكت بريطاني وبريطاني (وحمل سابقاً جنسية المملكة المتحدة لبريطانيا العظمى وأيرلندا). لعب مع نادي مقاطعة ديربيشاير للكريكت ‏.